# Renfe Ingeniería y Mantenimiento
Renfe Ingeniería y Mantenimiento Sociedad Mercantil Estatal S.A., anteriormente Renfe Fabricación y Mantenimiento, también conocida antiguamente bajo la marca comercial Renfe Integria, es la Sociedad Mercantil Estatal del Grupo Renfe dedicada al mantenimiento y fabricación de material ferroviario.

## Historia
Tras la aprobación el 17 de noviembre de 2003 de la Ley 39/2003 del Sector Ferroviario, Renfe Operadora creó Integria Fabricación y Mantenimiento como marca comercial para identificar en el mercado a su unidad de negocio de mantenimiento integral de trenes. En 2013, como consecuencia de la liberalización del transporte ferroviario en España, Renfe Operadora se segregó en cuatro sociedades anónimas de su propiedad, y la prestación de servicios de fabricación, mantenimiento y transformación de material rodante, la reparación de componentes ferroviarios, servicios de consultoría de ingeniería y gestión de instalaciones, diseño y entrega de talleres, así como la prestación de otros servicios o actividades complementarias o vinculadas a los mismos se integraron en Renfe Fabricación y Mantenimiento S. M.E. En el plan estratégico de la compañía aprobado en enero de 2024, se acuerda modificar su denominación a Renfe Ingeniería y Mantenimiento.

## Instalaciones
Instalaciones de servicio de Renfe Fabricación y Mantenimiento:
| Provincia                | Base de Asistencia Técnica (BAT)            | Base de Mantenimiento (BM) | Base de Mantenimiento Integral (BMI) | Centro Especializado de Reparación de Componentes (CERC) | Vías de Apartado (VA) |
| ------------------------ | ------------------------------------------- | -------------------------- | ------------------------------------ | -------------------------------------------------------- | --------------------- |
| Albacete                 |                                             |                            |                                      |                                                          |                       |
|                          |                                             |                            | Albacete                             |                                                          |                       |
| Almería                  |                                             |                            |                                      |                                                          |                       |
|                          |                                             |                            | Almería                              |                                                          |                       |
| Asturias                 |                                             |                            |                                      |                                                          |                       |
| Lugo de Llanera          | Candás AM                                   |                            |                                      |                                                          |                       |
| Trasona                  | Figaredo AM                                 |                            |                                      |                                                          |                       |
|                          | El Berrón AM                                |                            |                                      |                                                          |                       |
|                          | Lugo de Llanera                             |                            |                                      |                                                          |                       |
| Badajoz                  |                                             |                            |                                      |                                                          |                       |
| Mérida                   | Badajoz                                     |                            |                                      |                                                          |                       |
| Barcelona                |                                             |                            |                                      |                                                          |                       |
|                          | Barcelona Casa Antúnez Alta Velocidad       | Barcelona                  |                                      | Barcelona Casa Antúnez Alta Velocidad                    |                       |
|                          | Barcelona Casa Antúnez Remolcado            |                            |                                      |                                                          |                       |
|                          | Barcelona Casa Antúnez Motor                |                            |                                      |                                                          |                       |
|                          | Barcelona San Andrés Condal Larga Distancia |                            |                                      |                                                          |                       |
|                          | Barcelona San Andrés Condal Autopropulsado  |                            |                                      |                                                          |                       |
|                          | Cornellá                                    |                            |                                      |                                                          |                       |
| Burgos                   |                                             |                            |                                      |                                                          |                       |
| Miranda de Ebro          | Miranda de Ebro Motor                       |                            |                                      |                                                          |                       |
| Villafría                | Miranda de Ebro Remolcado                   |                            |                                      |                                                          |                       |
| Cádiz                    |                                             |                            |                                      |                                                          |                       |
| Algeciras                | Jerez de la Frontera                        |                            |                                      |                                                          |                       |
| Cantabria                |                                             |                            |                                      |                                                          |                       |
| Muriedas                 | Santander                                   |                            |                                      |                                                          |                       |
|                          | Santander Mantenimiento AM                  |                            |                                      |                                                          |                       |
|                          | Santander Reparaciones AM                   |                            |                                      |                                                          |                       |
| Ciudad Real              |                                             |                            |                                      |                                                          |                       |
| Puertollano              |                                             |                            |                                      |                                                          |                       |
| Córdoba                  |                                             |                            |                                      |                                                          |                       |
| Córdoba                  | Córdoba Remolcado                           |                            |                                      |                                                          |                       |
| Gerona                   |                                             |                            |                                      |                                                          |                       |
| Port-Bou                 | Port-Bou                                    |                            |                                      |                                                          |                       |
| Granada                  |                                             |                            |                                      |                                                          |                       |
|                          |                                             |                            | Granada                              |                                                          |                       |
| Guipúzcoa                |                                             |                            |                                      |                                                          |                       |
|                          | Irún Autopropulsado                         |                            |                                      |                                                          |                       |
|                          | Irún Remolcado                              |                            |                                      |                                                          |                       |
| Huelva                   |                                             |                            |                                      |                                                          |                       |
| Hueva-Mercancías         |                                             |                            |                                      |                                                          |                       |
| La Coruña                |                                             |                            |                                      |                                                          |                       |
| La Coruña-San Diego      | Coruña-San Cristóbal                        |                            |                                      |                                                          |                       |
|                          | Ferrol AM                                   |                            |                                      |                                                          |                       |
| León                     |                                             |                            |                                      |                                                          |                       |
|                          | Cistierna AM                                |                            |                                      |                                                          |                       |
|                          | León Motor                                  |                            |                                      |                                                          |                       |
|                          | San Feliz AM                                |                            |                                      |                                                          |                       |
|                          | León Remolcado                              |                            |                                      |                                                          |                       |
| Lugo                     |                                             |                            |                                      |                                                          |                       |
|                          |                                             | Monforte de Lemos          |                                      |                                                          |                       |
| Madrid                   |                                             |                            |                                      |                                                          |                       |
| Madrid-Abroñigal         | Cerro Negro Alta Velocidad                  | Madrid                     |                                      | Cerro Negro Alta Velocidad                               |                       |
| Madrid-Vicálvaro         | Cerro Negro Cercanías                       |                            |                                      |                                                          |                       |
| Madrid-Las Matas I       | Cerro Negro Media Distancia                 |                            |                                      |                                                          |                       |
|                          | Cercedilla                                  |                            |                                      |                                                          |                       |
| Málaga                   |                                             |                            |                                      |                                                          |                       |
|                          | Málaga Alta Velocidad                       | Málaga                     |                                      |                                                          |                       |
|                          | Málaga Autopropulsado                       |                            |                                      |                                                          |                       |
| Murcia                   |                                             |                            |                                      |                                                          |                       |
| Escombreras              | Murcia                                      |                            | Águilas                              |                                                          |                       |
|                          | Cartagena AM                                |                            |                                      |                                                          |                       |
| Navarra                  |                                             |                            |                                      |                                                          |                       |
| Pamplona                 |                                             |                            |                                      |                                                          |                       |
| Orense                   |                                             |                            |                                      |                                                          |                       |
| Orense                   | Orense                                      |                            |                                      |                                                          |                       |
| Palencia                 |                                             |                            |                                      |                                                          |                       |
|                          |                                             |                            | Venta de Baños                       |                                                          |                       |
| Pontevedra               |                                             |                            |                                      |                                                          |                       |
| Vigo-Guijar              | Redondela                                   |                            |                                      |                                                          |                       |
| Salamanca                |                                             |                            |                                      |                                                          |                       |
| Fuentes de Oñoro         | Salamanca                                   |                            |                                      |                                                          |                       |
| Sevilla                  |                                             |                            |                                      |                                                          |                       |
| Sevilla-La Negrilla      | Sevilla Media Distancia                     |                            |                                      |                                                          |                       |
|                          | Sevilla Autopropulsado                      |                            |                                      |                                                          |                       |
|                          | Sevilla Motor                               |                            |                                      |                                                          |                       |
| Tarragona                |                                             |                            |                                      |                                                          |                       |
| Tarragona                | Tarragona                                   |                            |                                      |                                                          |                       |
| Toledo                   |                                             |                            |                                      |                                                          |                       |
|                          |                                             | La Sagra AV                |                                      | La Sagra                                                 |                       |
| Valencia                 |                                             |                            |                                      |                                                          |                       |
| Sagunto                  | Buñol                                       |                            |                                      |                                                          |                       |
| Silla                    | Valencia Autopropulsado                     |                            |                                      |                                                          |                       |
| Valencia-Fuente San Luis | Valencia Motor                              |                            |                                      |                                                          |                       |
| Valladolid               |                                             |                            |                                      |                                                          |                       |
| Valladolid               |                                             | Valladolid                 |                                      |                                                          |                       |
| Vizcaya                  |                                             |                            |                                      |                                                          |                       |
| Bilbao-Abando            | Valmaseda AM                                |                            |                                      |                                                          |                       |
| Santurce-Puerto          | Bilbao-Ollargan                             |                            |                                      |                                                          |                       |
| Zaragoza                 |                                             |                            |                                      |                                                          |                       |
| Zaragoza-Arrabal         | Zaragoza                                    |                            |                                      |                                                          |                       |